# Haleon
Haleon is een Engelse onderneming die zich bezighoudt met gezondheidsproducten voor consumenten. Het hoofdkantoor staat in Weybridge. De omzet bedroeg in 2023 zo'n £ 11 miljard en het bedrijf telt 24.000 werknemers.

## Activiteiten
Haleon levert producten voor de gezondheid aan consumenten, zoals producten voor de mondverzorging, pijnstillers, middelen tegen verkoudheid en griep en vitaminen en mineralen. Deze producten worden verkocht onder merknamen zoals Panadol, Voltaren, Advil, Otrivin, Theraflu, Sensodyne, Polident, parodontax en Centrum. Deze negen merken vertegenwoordigden bijna 60% van de omzet in 2021. De omzet wordt behaald in meer dan 170 landen.
Haleon werd opgericht na een afsplitsing van het voormalige moederbedrijf GlaxoSmithKline (GSK). Vanaf 18 juli 2022 staan de Haleon aandelen genoteerd aan de London Stock Exchange en zijn de aandelen opgenomen in de aandelenindex FTSE 100.

## Geschiedenis
In 2019 voegden GSK en Pfizer hun activiteiten op het gebied van de consumentengezondheidszorg. GSK kreeg toen 68% van de aandelen in de joint venture in handen en Pfizer de rest. 
In 2021 kondigde GSK aan om Haleon af te splitsen. GSK gaf de voorkeur aan geneesmiddelen op recept en de consumentendivisie paste niet meer in dit strategisch plan.
Unilever deed in 2022 nog een bod van £ 50 miljard op Haleon, maar GSK wees dit aanbod af. Nestlé en Reckitt Benckiser deden ook nog een overnamepoging, maar ook deze liep op niets uit.

## Aandeelhouders
Pfizer heeft nog altijd een aandelenbelang van 32% in Haleon, terwijl het belang van GSK 13% was. GSK heeft in een aantal transacties het belang gereduceerd en vanaf 16 januari 2024 had het nog 4,2% van de aandelen Haleon in handen.
Aberdeen Asset Management · Admiral Group · Aggreko · AMEC · Anglo American · Antofagasta · ARM Holdings · Associated British Foods · AstraZeneca · Aviva · Babcock International · BAE Systems · Barclays · BG Group · BHP Billiton · BP · British American Tobacco · British Land Company · Sky · BT Group · Bunzl · Burberry · Capita Group · Carnival · Centrica · Compass Group · CRH · Croda International · Diageo · easyJet · Eurasian Natural Resources Corporation · Experian · Fresnillo · G4S · GKN · GlaxoSmithKline · Glencore · Hammerson · Hargreaves Lansdown · HSBC · IMI · Imperial Brands · International Airlines Group · InterContinental Hotels Group · Intertek Group · ITV · Johnson Matthey · Kingfisher · Land Securities Group · Legal & General · Lloyds Banking Group · London Stock Exchange Group · Marks & Spencer · Meggitt · Melrose · Wm Morrison Supermarkets · National Grid · Next · Old Mutual · Pearson · Persimmon · Petrofac · Prudential · Randgold Resources · Reckitt Benckiser · RELX · Resolution · Rexam · Rio Tinto Group · Rolls-Royce Group · Royal Bank of Scotland Group · RSA Insurance Group · SABMiller · Sage Group · J Sainsbury · Schroders · Scottish and Southern Energy · Serco Group · Severn Trent · Shell · Shire · Smith & Nephew · Smiths Group · Standard Chartered · Standard Life · Tate & Lyle · Tesco · Travis Perkins · TUI Travel · Tullow Oil · Unilever · United Utilities · Vedanta Resources · Vodafone · Weir Group · Whitbread · William Hill · Wolseley · Wood Group · WPP Group